# ダイシングソー
ダイシングソー（英語：dicing saw）は、切断機械の一種。ダイシングに使うカッターで、シリコンウェハーの切断を行う。現在では直径200mmあるいは300mmのシリコンウェハーの切断が主流で、0.05mm四方の切断も可能である。
樹脂に工業用ダイヤモンドを埋没させたダイヤモンドブレードが主流である。又、ブレードの厚みは対象素材により異なるが、シリコンウェハを切断する際は20µm～35µm程度の物が用いられる。
シェアは東京精密やディスコなどの日本企業だけで9割を占めている。以前はウェハ厚の2/3程を切削するハーフカットが主流であったが、ウェハサイズの大径化に伴い、テープマウントの上、ウェハを全部切り込むフルカットが主流になってきている。それに伴い、前後の工程が、ダイシングソー（ハーフカット）⇒エキスパンド（テープにハーフカット済みのウェハを貼り付けローラーによりウェハの残りの部分を割りチップに分割）から、マウンター（フレームにテープ（主にUV硬化型テープ）とウェハを同時に貼り付ける）⇒ダイシングソー（フルカット)⇒UV照射
へ変更されている。